# سیموستی
سیموستی (به لاتین: Siimusti) یک منطقهٔ مسکونی در استونی است که در دهستان یوگوا واقع شده‌است.